# Erythrodiplax umbrata
Erythrodiplax umbrata ist eine Libellen-Art der Gattung Erythrodiplax aus der Unterfamilie Sympetrinae. Sie tritt in Mittel- und Südamerika sowie im Süden Nordamerikas auf. Ihr englischer Trivialname lautet „Band-winged dragonlet“.

## Merkmale

### Bau der Imago

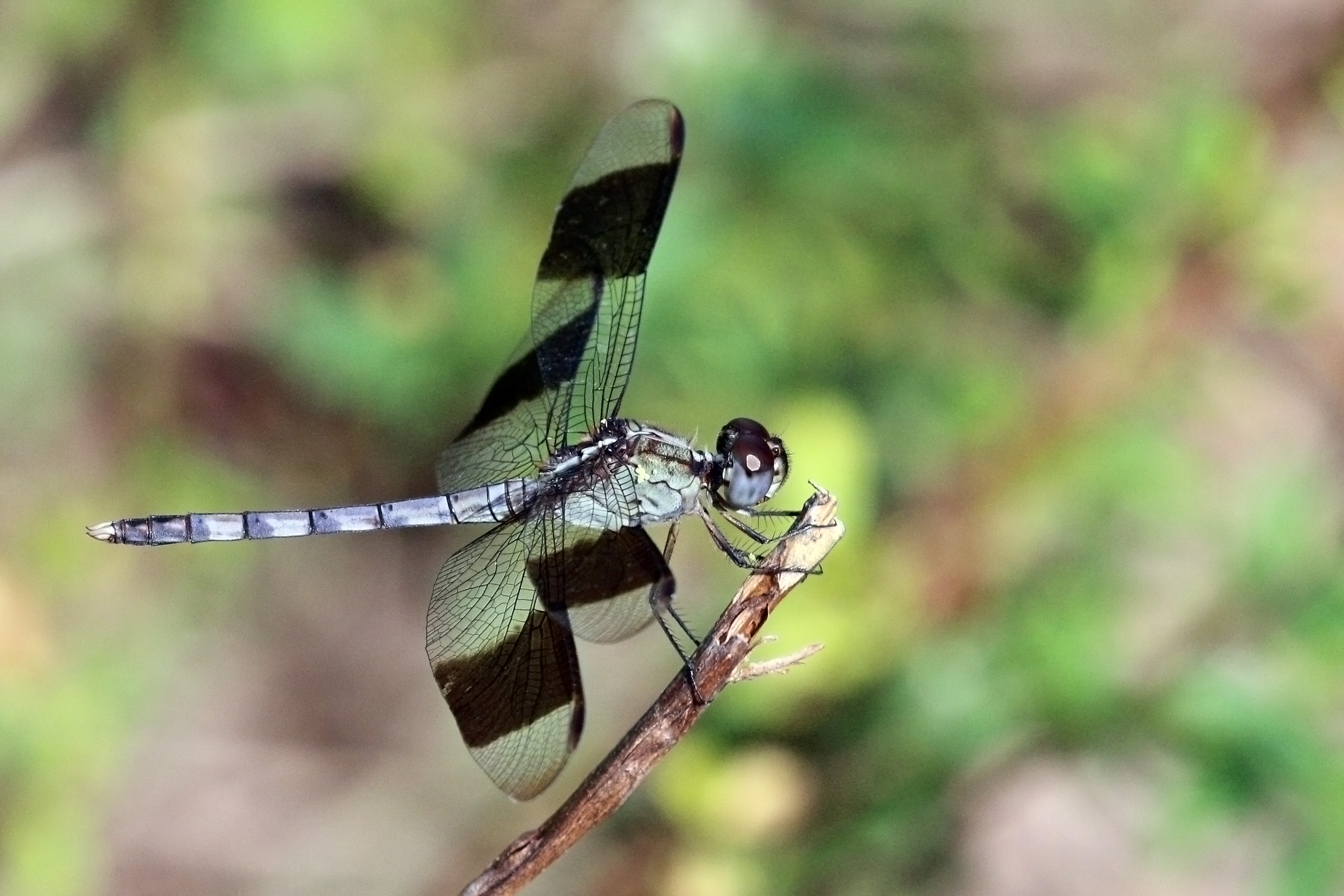
Ein E. umbrata-Männchen auf den Cayman Islands

Das Tier erreicht eine Länge von 38 bis 47 mm, wovon 23 bis 34 mm auf das Abdomen entfallen. Damit ist sie nach Erythrodiplax funerea die zweitgrößte Art der Gattung.
Die Art zeigt Sexualdimorphismen, also Unterschiede im Aussehen von männlichen und weiblichen Tieren. So besitzen die Männchen auf den Flügeln zwischen dem Nodus und dem Pterostigma ein breites, dunkles Band, das mit zunehmendem Alter noch dunkler wird. Bei den Weibchen hingegen ist diese Flügelbänderung entweder zu einem blasseren und schmaleren Streifen reduziert, der das Pterostigma nicht erreicht, oder ist – was meist der Fall ist – gar nicht vorhanden, wobei diese Weibchen dann oft dunkle Flügelspitzen haben. Die Hinterflügel sind zwischen 25 und 34 mm lang.
Der Vorderkopf sowie der Thorax sind bei beiden Geschlechtern olivfarben oder graubraun.
Junge Tiere beider Geschlechter besitzen seitlich auf dem Abdomen rechteckige, blasse Flecken. Bei manchen Tieren ist der hintere Flügel am Ansatz auch bernsteinfarben bis braun.

### Bau der Larve
Die einfarbige Larve erreicht eine Größe von 15 bis 16 mm, ihr Abdomen endet eher stumpf. Die Larve hat einen bis auf den Prothorax unbehaarten Körper. Der Kopf ist länger als der Thorax, wobei am Unterkiefer vier Einkerbungen vorhanden sind. Das dritte Segment der Antennen ist das längste. Die paarigen Seitenplatten (Ventrolateralplatten) des elften Hinterleibssegmentes, der so genannte Paraprokt, sind von der Seite gesehen glatt.

## Verbreitung und Flugzeit

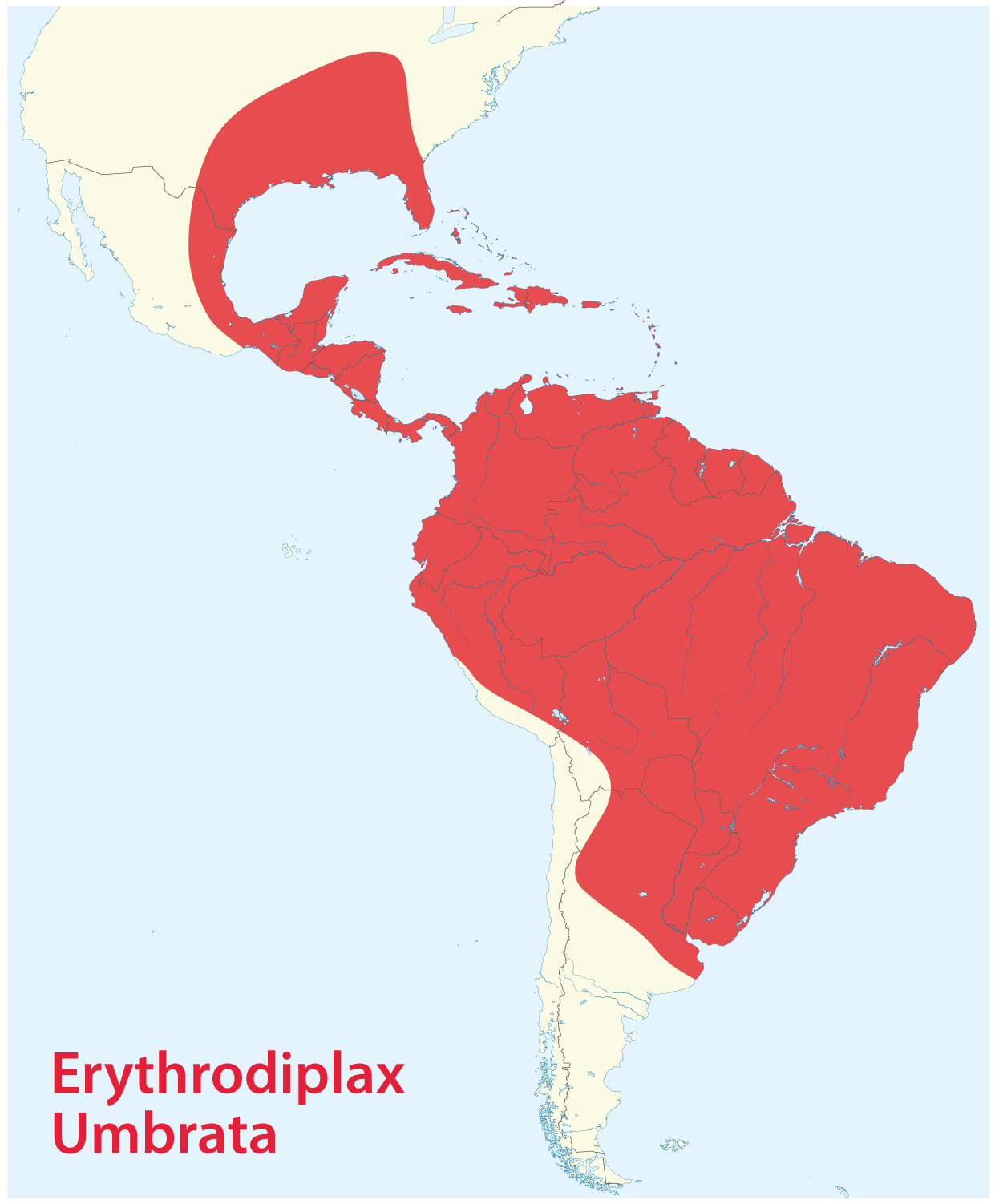
Verbreitung von Erythrodiplax umbrata

Das Verbreitungsgebiet von Erythrodiplax umbrata konzentriert sich auf Mittel- und Südamerika sowie den Süden Nordamerikas.  In den USA erstreckt sich ihr Verbreitungsgebiet größtenteils über Texas und dem Süden Floridas, einzelne vagabundierende Tiere wurden noch aus Ohio gemeldet. Im Golf von Mexiko und den angrenzenden Inseln ist sie auf den Bahamas und den Antillen heimisch. Im Süden des Doppelkontinents erreicht die Art Argentinien. Auf Grund ihres tropisch bis subtropisch geprägten Verbreitungsgebietes sind Imagines der Art über das ganze Jahr hinweg zu beobachten. Auf der Roten Liste gefährdeter Arten der IUCN wird Erythrodiplax umbrata als „nicht gefährdet“ eingestuft.

## Verhalten
Die Tiere verlassen kurz nach der Emergenz aus der Larvenhülle ihr Entwicklungsgewässer und verschwinden zur Reifung ins weitere Umland, wobei sie dann häufig in Höhen von 100 bis 400 m ü. NN gesehen werden. Erst mit der Geschlechtsreife kehren sie ans Gewässer zurück. Die mit dem Altern verbundene Farbänderung führte zusammen mit diesem Verhalten dazu, dass eine Zuordnung früher sehr schwierig war. Die Paarung wird sehr schnell im Flug vollzogen, bei der Eiablage wird das Weibchen vom Männchen nicht bewacht. Die Entwicklungsgewässer der Larven sind Sümpfe und kleinere Stillgewässer, vor allem temporäre Gewässer. Die Männchen patrouillieren häufig um Teiche.
Da geschlechtsreife Imagines von E. umbrata während der tropischen Trockenzeit offensichtlich in schattigen Wäldern übersommern, wurden sie auch schon in sehr großen Zahlen als Bestandteil einer Libellen-Massenwanderung auf der pazifischen Seite von Costa Rica, kurz nach Einsetzen der Regenzeit beobachtet. Derartige Massenzüge stehen wohl in direktem Zusammenhang mit dem Übersommern bestimmter Libellenarten, wobei diese versuchen, widrigen Gegebenheiten in ihrem eigentlichen Fortpflanzungsareal während der Trockenzeit zu entkommen. Andere Quellen berichten jedoch, dass die Art nur selten in größeren Schwärmen auftritt, sondern üblicherweise in kleinen Gruppen von bis zu vier Tieren gesichtet wird.

## Ähnliche Arten

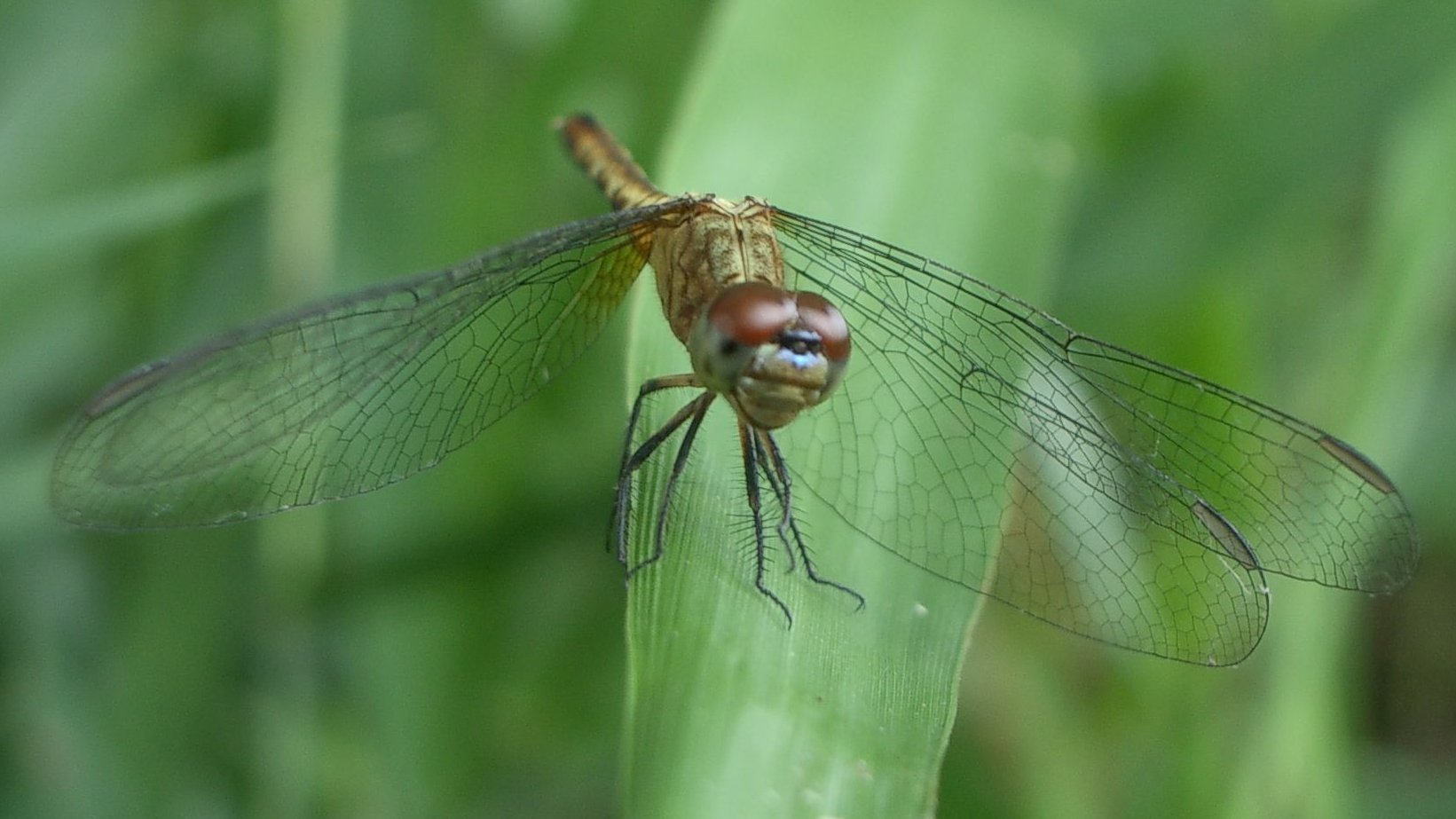
Weibchen von Erythrodiplax umbrata in der Vorderansicht

Neben der schon erwähnten etwas größeren und weniger verbreiteten Erythrodiplax funerea kann Erythrodiplax umbrata auch mit Pseudoleon superbus verwechselt werden. Diese Art hat allerdings eine ausgeprägtere Flügelfleckung. Des Weiteren kann auch Erythemis vesiculosa leicht mit jungen Tieren bzw. Weibchen ohne Flügelfärbung verwechselt werden. Allerdings ist diese Art eher hellgrün, und das Abdomen weist schwarze Markierungen auf.

## Namensgebung
Erstmals beschrieben wurde die Art als Libellula umbrata im Jahr 1758 durch Linnaeus anhand eines männlichen Tieres aus Suriname folgendermaßen:

„alis planis albis. fascia fusca. Habitat in America. Rolander. Alarum fascia in medio; apices alarum obscuriores“

Der Holotyp befindet sich heute im Natural History Museum in London. Carl De Geer beschrieb 1773 die Tierart als Libellula unifasciata. Hermann Burmeister lieferte 1839 in seinem Handbuch der Entomologie gleich mehrere Beschreibungen der Art unter verschiedenen Synonymen. Ein Männchens aus Surinam beschrieb er als Libellula fallax und ein weiteres Männchens aus Brasilien als Libellula subfasciata; beide befinden sich in der Sommer’s Collection. Zusätzlich benannte Burmeister ein in Kuba aufgefundenes Männchen, das heute Teil der Winthem’s Collection ist, als Libellula tripartita sowie ein Weibchens aus Saint Thomas, das heute in der Naturwissenschaftlichen Sammlung Halle aufbewahrt wird, als Libellula ruralis. 1842 folgte durch Jules Pierre Rambur eine Beschreibung eines Exemplars aus Brasilien als Libellula flavicans, das sich heute in der Serville’s Collection befindet. Émile Blanchard lieferte 1845 die Benennung eines Männchens aus Brasilien als Libellula fuscofasciata. Im Jahre 1890 erkannte William Forsell Kirby die Synonymität der Bezeichnungen Libellula unifasciata, Libellula fallax, Libellula subfasciata, Libellula tripartita und Libellula ruralis. 1899 führte Philip Powell Calvert mit der Beschreibung eines Weibchens aus Mexiko noch den Namen Trithemis montezuma ein. Dieses Exemplar befindet sich heute in der Calvert’s Collection. Friedrich Ris stellte 1911 die Synonymität der restlichen Bezeichnungen fest.

## Philatelie
Auf Montserrat erschien am 19. Januar 1983 in einer Reihe mit anderen Libellen eine 2,50 $-Briefmarke, die ein Männchen von Erythrodiplax umbrata zeigt. Ihre Michelnummer ist 506.